# 過去這八年來你去哪了？
“過去這八年你去哪了？”（俄语：где вы были последние восемь лет?）是在2022年俄羅斯入侵烏克蘭期间用于支持俄罗斯的一句话，指出自从2014年俄罗斯吞并克里米亚以来，俄乌战争一直在持续。在俄国宣传中，乌克兰于八年间“不断炮击”顿巴斯地区，且并不承认俄国于八年前开始入侵乌克兰。而事实上俄国于2014年相继入侵乌克兰克里米亚并发动顿巴斯战争，造成了包括四千余平民和至少数百名俄军人员在内双方一万四千多人的死亡。也因此，这句话被视为俄罗斯的亲战宣传。

## 普京的“关于开展特别军事行动”
俄罗斯总统弗拉基米尔·普京在2022年2月24日的电视讲话中多次提及自2014年以来已经过去的八年。
|  | 在无休止的八年间，我们一直在尽一切可能，希望通过和平的政治手段来解决局势。最终看来，一切都是徒劳的。 ……这次行动的目的是保护八年来一直面临基辅政权实施的屈辱和种族灭绝的人民。 |

## 回应
乌克兰的记者和电视节目主持人卡特琳娜·奥萨查说：“俄罗斯在过去的八年一直在撕裂乌克兰”。
2022年3月3日，俄罗斯《新报》的记者帕维尔·卡尼金写下了对这个问题的回答，其中也对顿巴斯的分离主义分子做了更多解释。

## 注解
1. ↑  俄语：
2. ↑  俄语：